# الفطيرة الأمريكية (سلسلة أفلام)
الفطيرة الأمريكية هو سلسلة أفلام مراهقين كوميدية من ابتكار آدم هيز، أول فيلم من السلسلة أصدر في 9 يوليو 1999,من قبل إستوديوهات يونيفيرسال ثم أصبح ظاهرة شعبية في جميع أنحاء العالم.

## أجزاء السلسلة

### الأفلام الأربعة
- الفطيرة الأمريكية
- الفطيرة الأمريكية 2
- الزواج الأمريكي
- لم الشمل

### السلسلة المتفرعة
- معسكر الفرقة
- الميل العاري
- منزل بيتا
- كتاب الحب
- قواعد البنات